# Ekaterina Nikolaevna Gončarova
Ekaterina Nikolaenva Gončarova, baronessa Gekkern, (Екатерина Никола́евна Гончаро́ва) (Mosca, 4 maggio 1809 – Soultz-Haut-Rhin, 15 ottobre 1843), è stata una nobile russa, damigella d'onore di Alexandra Feodorovna.

## Biografia
Era la figlia maggiore di Nikolaj Afanasevič Gončarov, e di sua moglie, Natal'ja Ivanovna Zagrjažskaja. Trascorse la propria infanzia e l'adolescenza a Mosca, dove ricevette una buona educazione a casa.
Nell'autunno del 1834, su invito della sorella minore, Natal'ja Nikolaevna Gončarova, Ekaterina si trasferì con lei a San Pietroburgo, nella casa di Puškin. Nel dicembre dello stesso anno divenne damigella d'onore dell'imperatrice, ma continuò a vivere con la famiglia Puškin e non a palazzo.

## Matrimonio
Ekaterina incontrò Georges-Charles de Heeckeren d'Anthès nell'autunno del 1834, subito dopo il trasferimento a San Pietroburgo. Il loro matrimonio ebbe luogo il 10 gennaio 1837, in due cerimonie: una cattolica e una ortodossa.
La coppia ebbe quattro figli:
- Matilda Eugène (19 ottobre 1837-29 gennaio 1893), sposò il generale Jean-Louis Metmana;
- Bertha Josephine (5 aprile 1839-17 aprile 1908), sposò Edoardo, Conte di Vandalia;
- Leonie e Charlotte (3 aprile 1840-30 giugno 1888);
- Louis-Joseph (22 settembre 1843-27 settembre 1902), sposò Mary-Louise Victoria Emilia Schauenburg-Luxemburg.

## Morte
Morì il 15 ottobre 1843, a causa della febbre puerperale, dopo aver dato alla luce il figlio maschio tanto atteso.